# Hämeensaari (ö i Mellersta Finland, Äänekoski)
Hämeensaari är en ö i Finland. Den ligger i sjön Konnevesi och i kommunen Konnevesi i den ekonomiska regionen  Äänekoski ekonomiska region  och landskapet Mellersta Finland, i den centrala delen av landet, 280 km norr om huvudstaden Helsingfors. Öns area är 1,5 hektar och dess största längd är 310 meter i sydöst-nordvästlig riktning.